# Megalobrama mantschuricus
Megalobrama mantschuricus är en fiskart som först beskrevs av Basilewsky, 1855.  Megalobrama mantschuricus ingår i släktet Megalobrama och familjen karpfiskar. Inga underarter finns listade i Catalogue of Life.